# Vevey (statek)

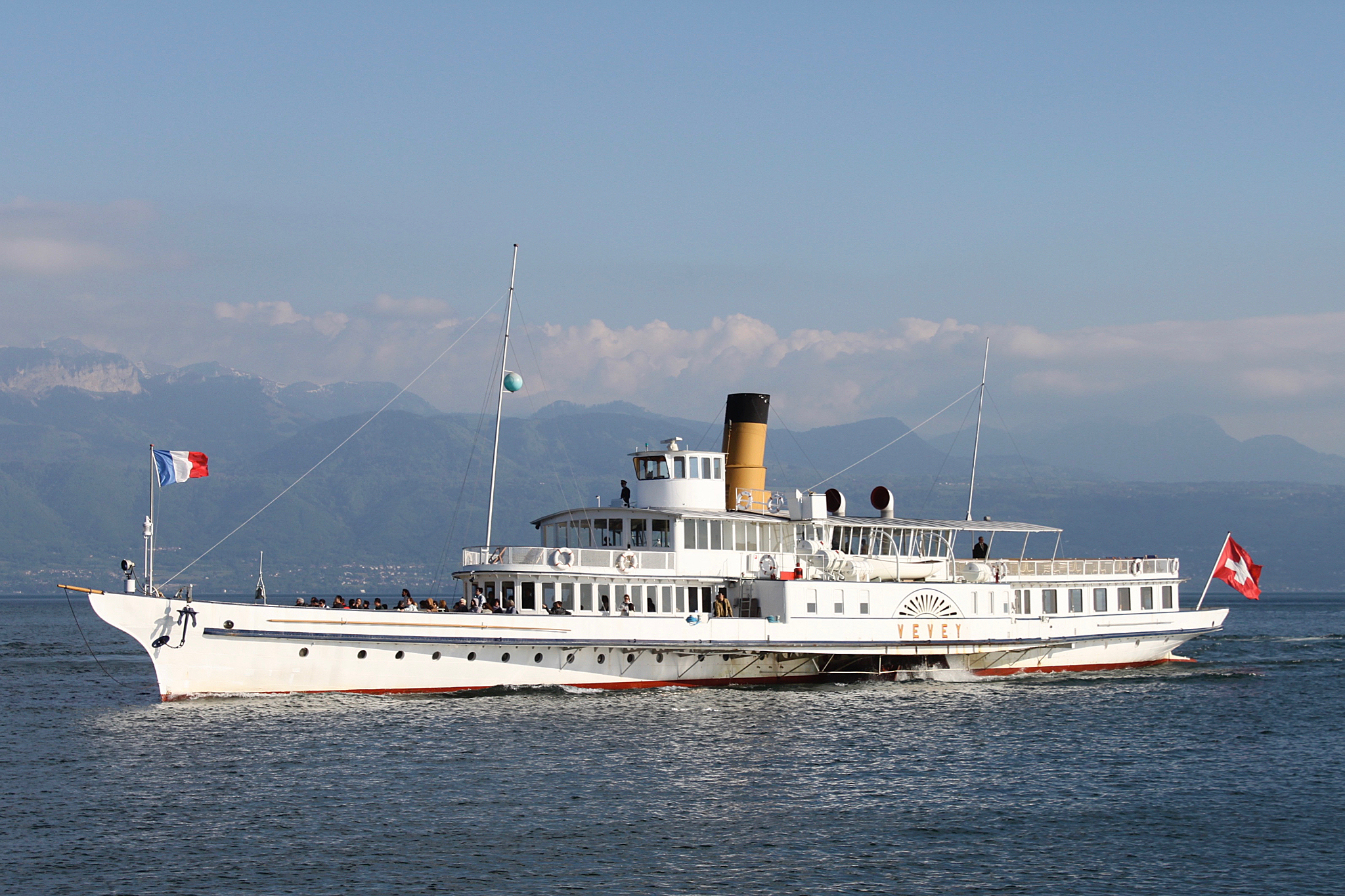
„Vevey” na redzie portu Ouchy (Lozanna)

Vevey – historyczny, parowy bocznokołowiec, pływający po wodach Jeziora Genewskiego w Szwajcarii i we Francji. Zwodowany w roku 1907, wchodzi do dziś (2024 r.) w skład floty „Belle Époque” szwajcarskiego armatora Compagnie générale de navigation sur le Lac Léman (CGN). „Vevey” jest bliźniaczą jednostką zwodowanej rok później „Italie”. Po wycofaniu z użytku statku „Général Dufour” (zbud. 1905), bliźniaka „Montreux”, oraz „Valais” (zbud. 1913), bliźniaka „Savoie”, jednostki te zaczęły stanowić jedyną taką parę we flocie CGN.

## Historia
CGN rozpoczęła swą działalność w 1873 r. Okresem największego rozkwitu tego armatora były lata tzw. „Belle Époque”, czyli lata 1894–1914. W tym czasie Kompania bez mała co dwa lata zamawiała w zakładach Braci Sulzer w Winterthur kolejny statek. „Vevey” rozpoczął swoją służbę na Jeziorze Genewskim w 1907 r. W 1957 r. maszynę parową zastąpiono napędem spalinowym. Kompletnie wyremontowany i pieczołowicie restaurowany w latach 2012–2013, uzyskał nowoczesne systemy sterowania, a jednocześnie odzyskał pierwotną sylwetkę, w tym m.in. charakterystyczny żółto-czarny komin.

## Charakterystyka
Wielki, dwupokładowy bocznokołowiec pasażerski, o napędzie pierwotnie parowym, obecnie diesel-elektrycznym. Długość statku wynosi 66 m, maksymalna szerokość 14 m. Napęd 2 x 270 kW (diesel-elektryczny: silnik spalinowy napędza prądnicę, która zasila dwa silniki elektryczne, po jednym na każde koło łopatkowe). Zabiera 560 pasażerów. Posiada 150 miejsc w restauracji.
Statek posiada wspaniały salon I klasy, najlepiej zachowany ze wszystkich jednostek floty „Belle Époque”. Zachwyca on intarsjowanymi i inkrustowanymi boazeriami z drewna kasztanowego oraz żyrandolami i drobnymi elementami z cyzelowanego brązu.
Kursuje regularnie na linii Genewa - Lozanna.